# КАМАЗ-65224
КАМАЗ-65224 — российский крупнотоннажный грузовой автомобиль повышенной проходимости производства Камского автомобильного завода. За основу взято шасси КАМАЗ-6522.

## Описание
Полноприводный грузовик КАМАЗ-65224 разработан на шасси КАМАЗ-6522. Шины взяты от французского производителя Michelin. Топливный бак вмещает в себя 550 литров топлива для дальних расстояний. Кабине присуще спальное место.
За всю историю производства автомобиль оборудуется ТНВД немецкого производства Robert Bosch GmbH, межосевой и межколёсной блокировочной функцией, тахографом и прочими особенностями, характерными для современного грузовика.
Дизельный двигатель внутреннего сгорания — КАМАЗ-740.632-400 мощностью 400 л. с. Трансмиссия взята от немецкого производителя ZF Friedrichshafen AG.
Помимо Вооружённых сил РФ, автомобиль эксплуатируется в качестве лесовоза, бортового тягача с манипулятором КМУ ИМ 320-05 и пожарного автомобиля АЦ 8-40. Конкурентом является седельный тягач КАМАЗ-65225.

## Изображения

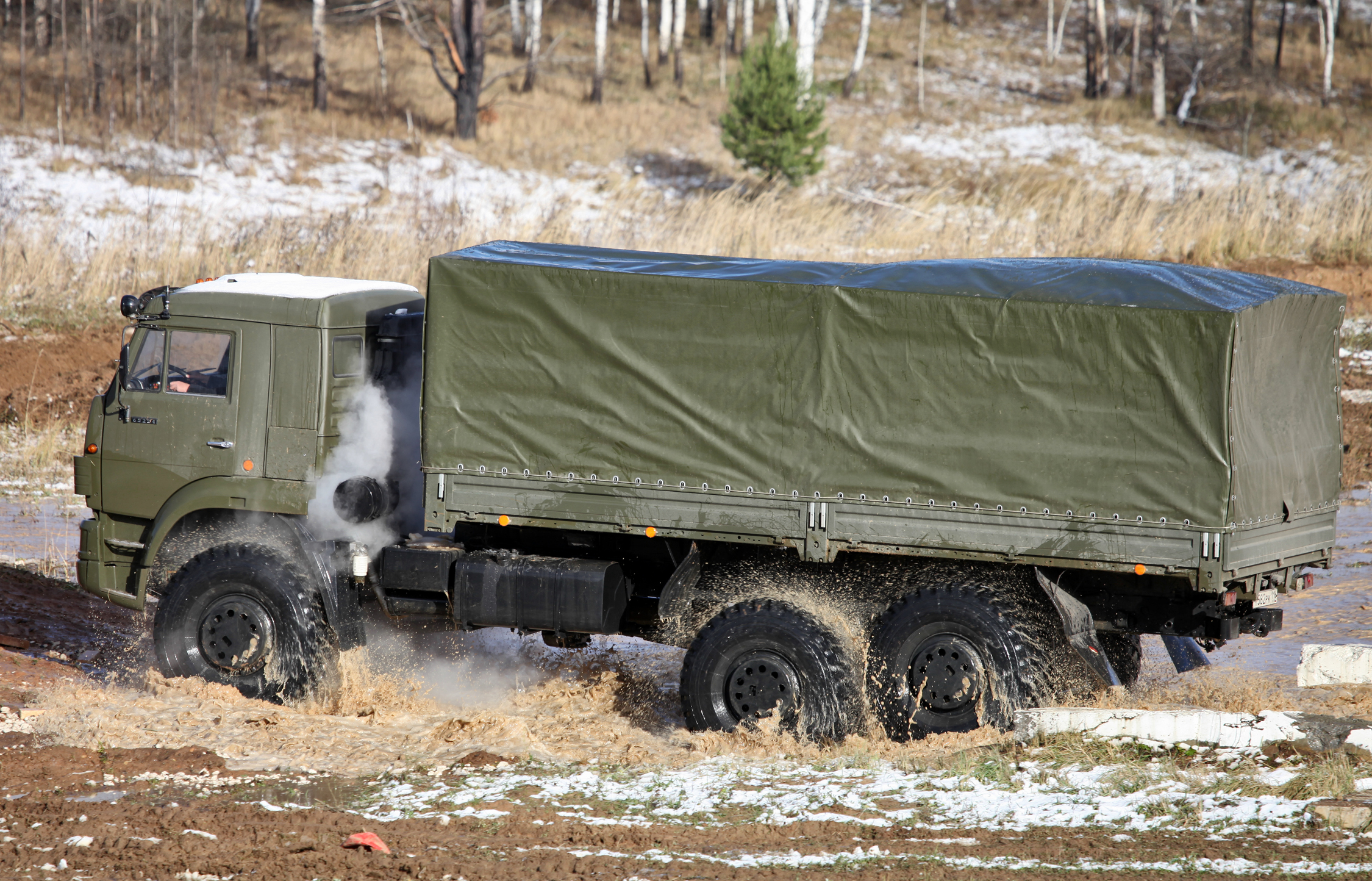
Армейский КАМАЗ-65224 на бездорожье
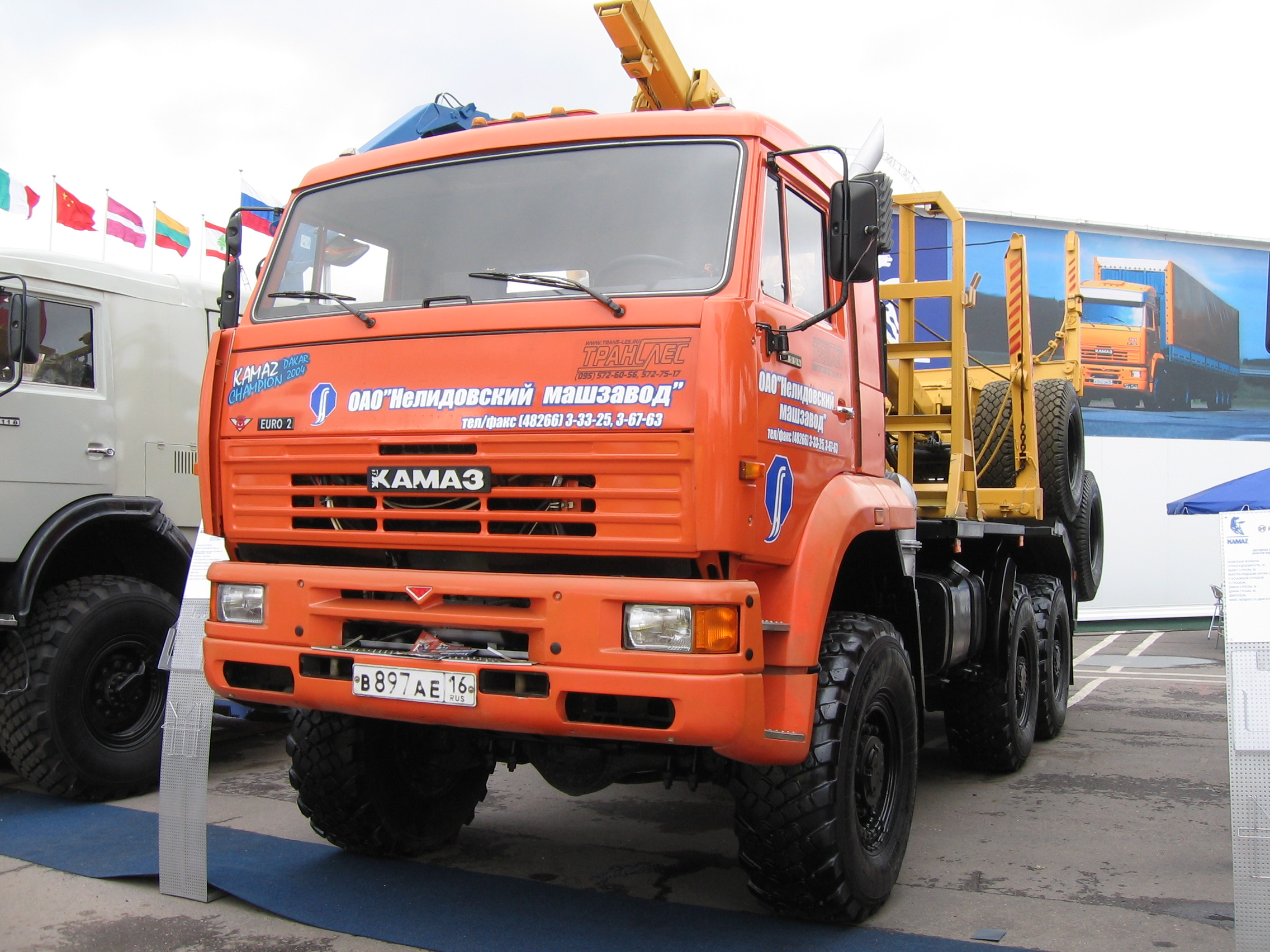
Лесовоз
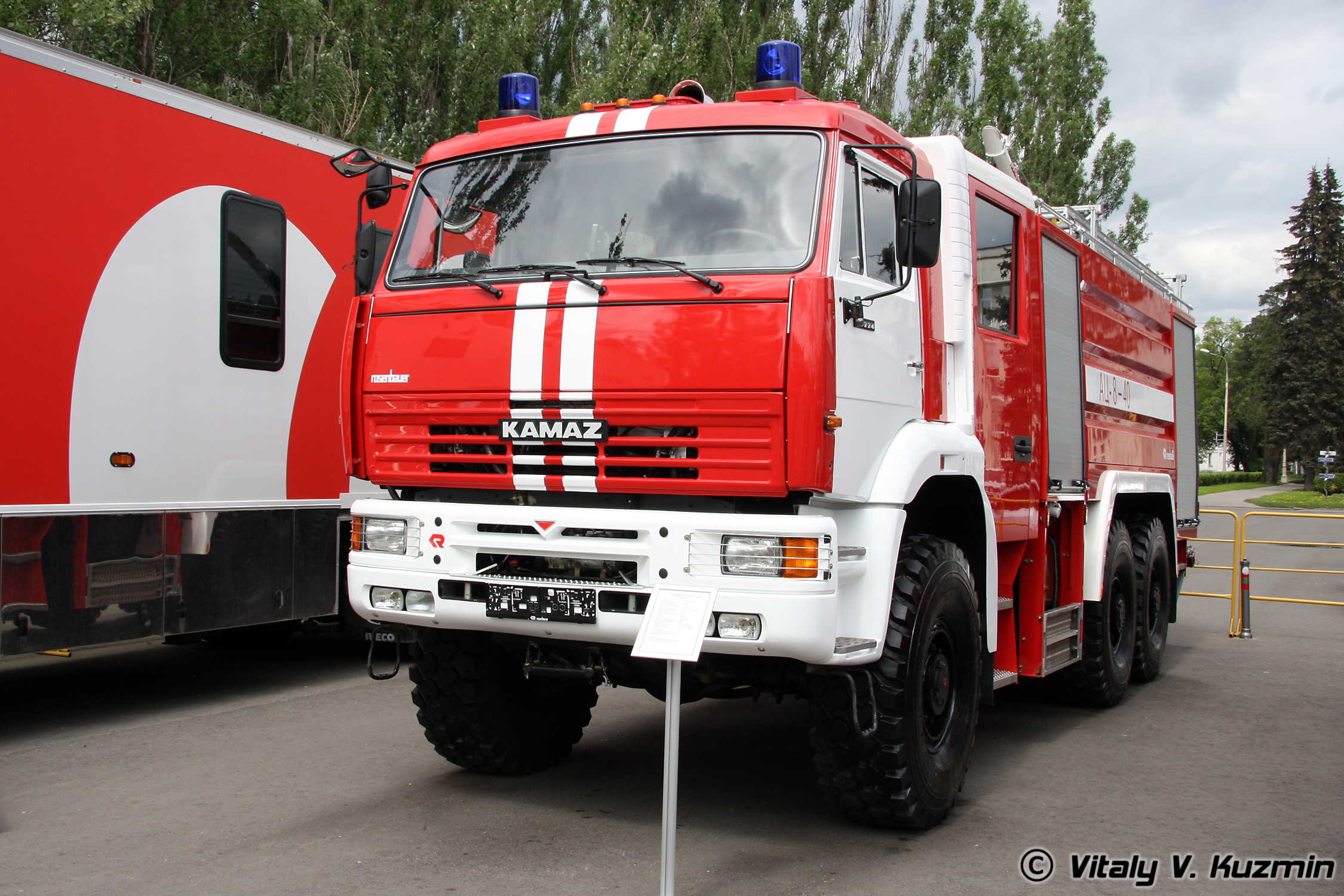
Пожарный автомобиль АЦ 8-40